# 2008年海地暴動
2008年海地暴動是指在2008年4月間，於拉丁美洲加勒比海海地所發生的暴動事件，為全球糧食價格危機所引發的暴動事件，非正式計算，截至2008年4月27日止已造成最少7人死亡，超過200人受傷。

## 背景
2004年以來，由於石油供不應求，與市場操作，致使石油現貨價格節節上升，產生新的能源危機，至2008年1月2日，美國紐約商品交易所2月份交貨的原油期貨價格首次突破每桶100美元的關口，令石油相關產品價格也隨之攀高。
2007年開始，因為新興工業國家以及生質能源產業的大量需求，致使金屬與穀物兩大類的原物料，產生供不應求的失衡狀況，不只是價格不斷升高，演變成全球性的通貨膨脹，而且更進一步發展成為糧食價格危機，全球多國如海地、菲律賓、埃及、印尼、科特迪瓦、莫三比克和塞内加爾都有不同程度的民眾抗議事件發生。

## 發生經過
2008年4月初，海地糧食價格大漲，每包重120磅（約54公斤）的稻米，價格從35美元跳升至70美元，汽油價格也在兩個月內連漲三次。
4月3日，南部第三大城市萊凱民眾上街示威抗議糧食價格不斷上漲，當天演變為暴動。許多示威者與聯合國維和部隊發生衝突，攻擊維和部隊駐點，焚燒商店並向聯合國工作人員投擲石塊。維和部隊防禦性還擊，造成4人死亡、多人受傷。萊凱的商店與糧倉，泰半被劫掠一空。暴動在各大小城鎮蔓延開來，尤其是南部地區更為嚴重，5日蔓延至另一大城鞏奈與首都太子港。
4月7日，首都太子港有數千名民眾上街示威，太子港的商店和學校都被迫關門，有大學教授與大學生參與示威，公車司機也加入罷工。一些抗議者打砸商店、搶劫財物，還有人焚燒車輛，採訪記者也遭投擲石塊，並有攝影記者被推倒在地。一名示威者在一間旅館門前被警衛開槍打死。
4月8日上午，大批民眾衝擊總統府，要求總統蒲雷華（英語：René Garcia Préval）下台負責。近午時分，聯合國藍盔「海地穩定特派團」（MINUSTAH）應總統府請求，派出10餘輛巴西部隊的裝甲車進駐總統府周邊，並以催淚瓦斯驅散示威群眾。而企圖趁亂佔領太子港國際機場的暴民也在維和部隊增援後被驅離，但位於太子港南郊的家樂福量販店則成為民眾趁火打劫的目標。
4月9日浦雷華總統於暴動發生後首度公開表示，他將與糧食進口商會談，試著降低基本食品價格，他也呼籲海地民眾愛用本國產品，並表示已下令海地警察和聯合國部隊終止劫掠行為。
4月12日暴動持續，並有一名聯合國維和部隊士兵在巡邏時遭暴民射殺。總統動用國際援助資金補貼糧價，以及要求食品進口商吸收部份金額，令50磅（23公斤）包裝的米由每包51 美元降至43美元，降幅15.7%，但拒絕調低糧食稅率。當天國會召開緊急會議，17位參議員有16位投票要求罷黜總理「雅克-爱德华·亚历克西」（英語：Jacques-Edouard Alexis）。
暴動從總理被罷黜，與總統要求食品降價後平息。

## 後續發展
4月27日，浦雷華總統提名任職「美洲開發銀行」的高級主管「皮耶」出任新總理。
5月7日，海地參議院以17票贊成，0票反對，2票棄權，通過皮耶提名，送國會決議。
5月12日，國會以35票贊成，51票反對，9票棄權，否決皮耶提名。

## 參照
- 2007－08年全球糧食價格危機